# 明日見未来
明日見 未来（あすみ みらい、2000年8月20日 -)は、日本のAV女優。DINO所属。ニックネームはあすみみ。

## 経歴
YouTuber・ぱわふるみとして活動後、2021年11月に明日見未来としてAV女優デビュー。諸般の事情からYouTuber時代のSNSはすべて削除している。
デビュー作は2021年10月25日週FANZA動画フロアランキング1位を記録するヒット作となった。
光文社『FLASH』発表の2021年セクシー女優ランキング第38位。
新型コロナウイルス流行禍中でのデビューとなったこともあり、ファンとの対面イベントはデビューから半年近く経った2022年6月の写真集発売記念イベントが初となった。
2022年12月1日、DMM GAMES「クリムゾン妖魔大戦 新キャラクター声優公開オーディション」にエントリー。
2023年3月、アカウント名を「あすみみ社長」に改め、ダイエットプロデュース業を開始。また「あすみみ先生」として西洋占星術を用いたカウンセラーとしても活動を開始。
2025年3月には「音駒猫」、あるいは「音駒みらい」名義のアカウントで慶應義塾大学経済学部合格を発表。また同年の台湾・東森娛樂によれば大学合格までに一人の男性に約1億円捧げてしまい、傷心から立ち直るのに2年間かかったことが報道された。

## 人物
- 趣味は妄想、特技はランニング。学生時代は中長距離選手として活躍、県大会で優勝したことがある[1]。もっとも走っていたのは中学生時代で1500Mから3000Mが専門。
- 配信者時代から巨乳を武器にしており[17]、夕やけ大衆の記事では「ギリシア神話の世界から降臨してきた女神のようなボディ」と例えられた[4]。
- 配信者時代にはチャンネル登録者数は約13万人いた[18]。最も再生回数を稼いだのはノーブラでランニングする「ノーブランニング」で、約90万再生したという[17][18]。
- 幼少時代から妄想を具現化するのが好きで、ぬいぐるみと一緒にニュース番組や歌番組をやりたいと撮影や編集していたことが原点[19][20][21]。
- 配信者時代は声を消してテロップを付ける形式をとっていたが、女優デビュー以降は声を解禁。自身では人見知りの早口と述べている[19]。
- AVデビューのきっかけは一度誘われたが断った経験があったこと[20]。有名になりたかったこと、起業したかったことを挙げている[20]。デビュー作では前歴をまとめたようなキャッチフレーズやイメージ写真が並んでいるが、ライターの鷲谷憲樹はフレーズが多く、ツッコミどころが多いと指摘している[20]。
- 初体験は高校3年生の時で、相手は彼氏[22]。特技は長い舌を使ったフェラチオ[22]。
- AB型のサウスポーで珍しいと言われる。投打や文字を書くなどの行為はすべて左だが、手コキだけは右利きだという[23]。
- 2022年現在、基本的にはノーパンで過ごしている[24]。
- 高校時代まではスポーツブラ生活だったため、胸の大きさを自覚していなかったという[25]。

## 作品
◎はBD版発売作品。

### アダルトDVD / BD
- 大型新人 AVデビュー 脱いだら凄かった! 今も活動中の神乳Yo●Tu●e● 明日見未来（11月2日、MOODYZ）◎
- 今も活動中の神乳Yo●Tu●e● 子宮がビクビク痙攣追撃めちゃイキッ! 4本番 明日見未来（12月7日、MOODYZ）◎

- スレンダーGカップすべすべ肌美白ボディで濃厚ご奉仕 専属第3弾!! 神乳Yo●Tu●e●のドキドキ初体験ソープ 明日見未来（1月4日、MOODYZ）
- エビ反りギュイン! 絶頂300回痙攣5100回イキ潮21000cc絶頂Special 禁欲アクメオーガズム 1カ月焦らされ24時間ぶっ通しデカチンFUCK 明日見未来（2月1日、MOODYZ）◎
- ヤンチャで生意気な幼馴染がニヤニヤ誘惑パンチラで全力アピール チラ見する僕へお尻フリフリ挑発! ムラムラ爆発で濡れ染みジュワァ! 明日見未来（3月1日、MOODYZ）◎
- 妻が帰省した3日間発育しきって喰い頃な巨乳連れ子を一生分ヤリ貯めした。 明日見未来（4月5日、MOODYZ）◎
- 「もうイッてるってばぁ!」 痙攣したって追撃アクメ地獄 明日見未来 （5月17日、MOODYZ）
- 逆バニーおっパブ 乳首ビンビンになるまで神乳揉みまくり敏感感じ過ぎて本番できちゃった僕 明日見未来（6月7日、MOODYZ）◎
- タイトスカート女教師の誘惑デカ尻に我慢できない!! 暴走バックピストン! 明日見未来（7月5日、MOODYZ）◎
- 性欲が強すぎる巨乳義理姉が両親が旅行で不在中に10回射精しても、寝たくなってもただひたすら犯●れる! 明日見未来 （8月2日、MOODYZ）
- キレカワお姉さんの優しいドS痴女責め! 【囁き淫語・巨乳密着・美脚巨尻プレス】で絶対連射フルコース! 極上性感メンズエステ 明日見未来（9月7日、MOODYZ）
- 出張先の温泉接待でムリやり相部屋 濃厚オヤジ達に朝までイカされ続けた私 明日見未来（10月5日、MOODYZ）

- 解禁 Gカップ神スレンダーYo●Tu●e●カメラの前で人生初中出し性交 明日見未来（1月3日、MOODYZ）◎ [26]
- 30日間疼き続けた子宮がビックビク大痙攣! 敏感マ○コに中出し精子注ぎこみ性欲爆発! 明日見未来（2月7日、MOODYZ）◎
- 大嫌いな上司にセクハラされてキメセク相部屋エビ反り絶叫! ず～っと膣イキ汗ダク唾だら失禁中出し体液まみれでイキ溺れた私… 明日見未来（3月7日、MOODYZ）◎
- 囚われの女捜査官ミライ 媚薬漬け拷問アクメ孕ませ中出し地獄 明日見未来（4月4日、MOODYZ）
- 終電逃して同僚の部屋にお泊り ノーブラ部屋着に我慢できずコンドーム使いきるまでヤリまくった 明日見未来（5月2日、MOODYZ）
- 天然Gカップ美BODYの女神 明日見未来12時間BEST（8月15日、MOODYZ）※単体ベスト
- 僕を男扱いしないお従姉ちゃんが風呂上り全裸でやってきて… 長身スリム巨乳の汗だく完璧ボディにイっても止めない暴走中出しピストン 明日見未来（10月17日、E-BODY）
- 「あれが媚薬だったなんて…」 義父と私は感度100倍。夫の不在中に貪るように何度も濃厚中出しセックスを…。 明日見未来（10月17日、PREMIUM）
- 絶品ボディソープ嬢と温泉中出し不倫デート一泊二日の貸し切りド痴女ご奉仕サービス12発精子搾られ旅 明日見未来（10月24日、痴女ヘブン）
- 放課後逆バニー奴隷 無制限中出し風俗に堕ちた巨乳女教師 明日見未来（10月24日、本中）
- 大好きなあなたの為にシェイプアップしているのに… トレーナーの絶倫バックピストンが凄過ぎてジム通いが止まらない巨乳妻 汗だくマッスル中出し! 明日見未来（11月7日、ワンズファクトリー）
- 絶倫おじさん限定パパ活！タダマン巨乳女子大生たちに朝まで挟み犯される逆3P中出しハーレム 明日見未来 小花のん（11月7日、kawaii*）
- 超高級中出し専門ソープ 明日見未来（11月21日、MOODYZ）
- 「先生もっと鍛えてください…」巨乳アスリート女子の空気椅子おっぱいプルプル下半身強化トレーニング 1cmで即ズボッ! 突き上げ騎乗位11発中出し! 明日見未来（11月21日、OPPAI）
- 逆バニー風俗ランドへようこそ 中出し & 男潮OK10発搾り取り悶絶コース 明日見未来（11月28日、痴女ヘブン）

- マジックミラー号からの脱出! 5 袴姿の卒業生限定SP!! 制限時間100分でSEXしないと脱出できないマジックミラー号に、絶対にヤってはいけない関係の2人を閉じ込めたら… 禁断のSEXをしてしまうのか!?（7月11日、SODクリエイト）
- 寝取られ願望のある夫婦限定! 巨乳人妻ノーハンドフェラ旦那チ〇ポ当てマッチング! 生チン10本からお口の感触だけで当てたら100万円! 失敗で即ズボNTR罰ゲーム（7月16日、はじめ企画）
- 【4K映像】Gcup乳首開発ポルチオ超え乳首アクメ 明日見未来（7月25日、Materiall）
- Gcup巨乳長身スポーツ娘 汗ダク! 全身ヌルべちょ! 体液ダダ漏れパーソナル性感開発! 明日見未来（8月6日、ABC/妄想族）
- 神業ハンドテクで何度も射精させて過激な裏オプションで生ハメ中出しまでさせてくれる黒パンスト人妻メンエス店の一部始終 4（8月6日、変態紳士倶楽部）
- 「里帰り中に…」 嫁の里帰り中におっぱいもお尻も卑猥すぎる嫁の友達とずっぽり不倫SEXしてしまった… 明日見未来（9月10日、JET映像）
- 彼の知らない秘密を入れて。 清楚系巨乳美少女は冴えないオヤジチ〇ポの中出しで絶頂する。 明日見未来（10月15日、無垢）

### アダルトVR
- 天然GカップVR解禁 カノジョと旅行先のペンションで中出ししまくり! ド迫力BODYをひとりじめ2SEX 8K Special!! 明日見未来（5月31日、MOODYZ）
- ＜60日後に禁欲爆死した彼女＞ 天井特化 × Gcup × アスリートボディ ただならぬ性欲が喧嘩の怒りを覆い尽くした瞬間、ボクに覆い跨り暴走ピストン騎乗位 明日見未来（10月14日、kawaii*）

- 僕のカノジョの‘明日見未来’と満足度抜群のテストステロン爆上がりSEX（7月24日、KMPVR）
- すんごいオッパイでた～っぷり精子抜いちゃう爆乳メイドの完全射精サポート 明日見未来（8月1日、KMPVR-彩-）
- 天井特化アングルVR ～マッチングアプリで出会ったミライちゃんは美巨乳でヤリマン～ 明日見未来（8月7日、KMPVR）
- オクチの締め付けの後に、膣の締め付けを。今ではセフレ関係な元カノの両方の性器2段階絞りに何度射精したか分かりません。 明日見未来（8月17日、KMPVR-彩-）

### アダルト配信
- あすみ (hoi313)（5月31日、素人ホイホイZ）
- MIKU (hhl103)（6月13日、素人ホイホイLOVER）
- 【8頭身ドールフェイスの超AI級美少女がお金の為に個撮AV出演で中出し&顔射2連発!】「このち●ぽ好き…」ネットでエロ画像を公開してお金を稼ぐ貧困女子大生! まるでAIのような超絶プロポーションの美少女がおま●こを両手で広げてくぱぁ→接写撮影に興奮してマン汁大量分泌する敏感ま●こに生挿入! 2回戦目は水着に着替えた全身ローションまみれのヌルテカボディを余すことなく堪能してハメ倒し! 目をうるうるさせたおち●ぽ欲しがりフェイスに濃厚生精子ぶっかけ!【あまちゅあハメREC＃ゆき＃大学生】（7月16日、MOON FORCE 2nd）※ゆき名義
- 【高身長美脚塾講師】 生徒の視線を釘付けにする美人英語講師とハメ撮りSEX!! いかがわしすぎるヒップラインと艶やかな脚線美! 小動物みたいに可愛い瞳を潤ませて何度も絶頂イキまくり!! マンガ級の美しすぎる細身巨乳に濃厚5発射!! 【性癖、ハメ撮り】【みく】（7月20日、ハメ録ch）※みく 25歳 英語の塾講師名義
- 銀座に降臨した女神級スレンダーGカップ美ボディ×セフに甘えたいのに恥ずかしがり屋なウブかわ美少女【みくる(ショップ店員)】【中出し2発】【ビジュAI級美少女】【スレンダー脚長美脚】【服からこぼれる美巨乳】【ビン勃ち敏感ピンク乳首】【パイズリ＋チ●コ舐め】【結合部まる見え騎乗位】【セクシーランジェリー】（7月31日、MOON FORCE）※みくる名義
- フォロワー数は万単位!? 職業は配信者!? 高身長Gカップモデル体型美女がシロウトTVに降臨! スレンダーな体からは想像できない甘美な喘ぎ声は必聴! 揺れるGカップは見逃し禁止! 【初撮り】ネットでAV応募→AV体験撮影 2200 未来 23歳 配信者（8月13日、シロウトTV）※未来 23歳 配信者名義
- 【清楚(風)グラドルをハメまくり】 天然! 童顔! G巨乳に中出し3連! 驚異の4発射 【なまハメT☆kTok】【みき】（8月18日、なまハメT☆kTok）※みき 23歳 グラビアアイドル名義
- 百戦錬磨のナンパ師のヤリ部屋で、連れ込みSEX隠し撮り 357 みらい 24歳 靴屋でバイト  おとなしそうだけど、おっぱいは全然おとなしくない天然Gカップ娘を家に連れ込み! キスしちゃえば、M全開でいいなり状態に! ア○ルまで舐めてくれちゃうし、やりたい放題でイかせまくり!（8月23日、ナンパTV）※みらい 24歳 靴屋でバイト名義
- コミュ障の皮を被ったモンスター。男の理性をいとも簡単にブッ壊す痴女GAL、ここに現る。禁断の寝取りドキュメント！！インタビューかと思いきや観覧車でキスをされ…暴走する欲に抗えず…。囁かれる隠語・連発する舌技で完全に虜に。アナル舐めやち●ぐり反しで感じた事のない快楽の底へ堕ちていく──。【NTRリバース】（12月29日、プレステージプレミアム）※らむちゃん 24歳 イ●スタグラマー名義

### イメージDVD / BD
2022年
- 美乳の女神 明日見未来（9月16日、メディアブランド）◎
- 未来ドリーミング 明日見未来（12月17日、メディアブランド）◎

### 写真集
- 明日見未来1st写真集『あすみみ図鑑』（2022年1月24日、ジーオーティー 、撮影：LUCKMAN） ISBN 978-4823602672[27]
- 透きとほる果実 明日見未来写真集 （2022年8月27日、彩文館出版、撮影：斉藤弘吉）ISBN 978-4775606544 ※3000部限定 豪華愛蔵版[28]

### デジタル写真集
- 元マスクYouTuber 明日見未来 バズるヘアヌード 週刊ポストデジタル写真集（2021年10月8日、小学館、撮影：西條彰仁）[29]
- 明日見未来1st写真集『あすみみ図鑑』増ページ【デジタル特装版】（2023年4月28日、ジーオーティー、撮影：LUCKMAN）※紙書籍版を再編集のうえ、未公開カットを追加した電子書籍限定版。
- 蜜会 明日見未来 ヴィーナスと出会えた夜（2024年2月19日、プランドール、撮影：合田好宏）
- 交撮記録 明日見未来（2024年4月8日、プランドール、撮影：合田好宏）

## 製品

### カレンダー
- 明日見未来 2023年カレンダー（2022年10月29日、SUNCARAT）
- 明日見未来 2023年卓上カレンダー（2022年10月29日、SUNCARAT）

## 出演

### テレビ
- 香水じゅん×明日見未来の公開トークショー（2022年11月16日[30]、エンタ!959）